# Dorfprozelten
Dorfprozelten település Németországban, azon belül Bajorországban. Lakosainak száma 1721 fő (2023. december 31.). Dorfprozelten Collenberg, Eschau, Stadtprozelten, Wertheim és Freudenberg községekkel határos.

## Népesség
A település népessége az elmúlt években az alábbi módon változott:
| Lakosok száma | 981  | 1531 | 1667 | 1741 | 1775 | 1777 | 1770 | 1790 | 1738 | 1721 |
|               | 1875 | 1950 | 1975 | 1987 | 2012 | 2014 | 2016 | 2017 | 2021 | 2023 |